# Brayford
Brayford – wieś w Anglii, w hrabstwie Devon, w dystrykcie North Devon. Leży 48 km na północny zachód od miasta Exeter i 266 km na zachód od Londynu.